# 民主ターンハーレ同盟
民主ターンハーレ同盟（みんしゅターンハーレどうめい、Democratic Turnhalle Alliance、DTA）は、ナミビアの政党。2014年11月の選挙では、ナミビア国会に5議席を獲得した。ナミビア独立以来野党であるが、党勢は長期低落傾向を示している。イデオロギーは中道右派。党首はマクヘンリー・ヴェナーニ （McHenry Venaani）である。
ナミビア独立時の党首はミシャケ・ムヨンゴ (Mishake Muyongo) であり、1994年の大統領選挙に出馬して与党・南西アフリカ人民機構（SWAPO）のサム・ヌジョマ大統領に敗れたものの、23.08%の票を獲得した。
「民主ターンハーレ同盟」の名は、1975年から1977年にかけて、首都ウィントフックにある古いトゥルナーホール（ドイツ語でターンハーレ）において制憲交渉が行われたことに由来する。この会議はターンハーレ憲法制定会議と呼ばれ、この会議に参加した11の政党が連合して民主ターンハーレ同盟を結成した。この会議は南アフリカ共和国の国民党 (南アフリカ)の影響下にあるものであり、民主ターンハーレ同盟も白人主導の政党であった。のち、1987年に南アフリカ支配の下選挙が行われ、同党が勝利したが、国連はこれを認めなかった。
1989年に独立後初の選挙が行われ、民主ターンハーレ同盟は21議席、全体の28.6%の議席を得て野党第一党となったが、この選挙において、同党は南アフリカ共和国から選挙資金の援助を受けていたことが暴露され、打撃を受けた。